# 582 Olympia
582 Olympia

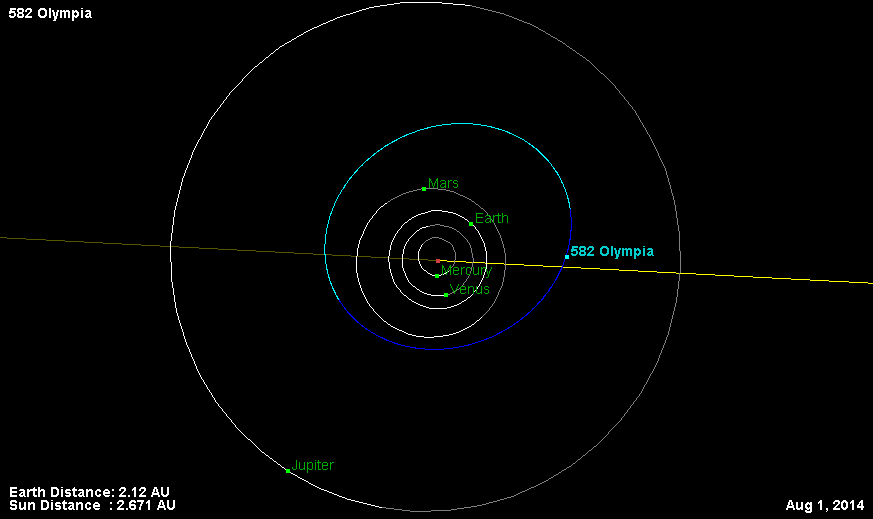
Quỹ đạo của 582 Olympia và vị trí của nó vào 1/8/2014

582 Olympia là một tiểu hành tinh ở vành đai chính. Nó được A. Kopff phát hiện ngày 23.01.1906 ở Heidelberg và được đặt theo tên Olympia, Hy Lạp